# Kathleen Blanco
Kathleen Babineaux Blanco (Nueva Iberia, 15 de diciembre de 1942-Lafayette, 18 de agosto de 2019) fue una política estadounidense miembro del Partido Demócrata que se desempeñó como gobernadora del estado de Luisiana de 2004 a 2008. Fue la primera y hasta la fecha la única mujer elegida como gobernadora del estado.

## Primeros años y carrera
Nació como Kathleen Marie Babineaux en Nueva Iberia, Luisiana, hija de Louis Babineaux y su esposa, Lucille Fremin, ambos de ascendencia cajún. Su abuelo Babineaux era agricultor y tendero con una tienda de campo, y su padre era un pequeño empresario que se mudó a la aldea rural de Coteau, una comunidad cerca de Nueva Iberia con una iglesia y una escuela primaria. Asistió a la Academia Monte Carmelo, una escuela para niñas dirigida por las Hermanas Católicas del Monte Carmelo, que estaba situada a orillas del Bayou Teche. En 1964, recibió un bachiller universitario en ciencias en educación empresarial de la Universidad de Luisiana en Lafayette. También fue miembro de la hermandad de mujeres Kappa Delta. El 8 de agosto de 1964 se casó con Raymond Blanco, entrenador y educador de fútbol; la pareja tuvo cuatro hijas: Karmen, Monique, Nicole y Pilar y dos hijos: Ray Jr. y Ben.
Antes de su elección como gobernadora, sirvió veinte años en cargos públicos. En 1983, elegida como la primera mujer legisladora de la ciudad de Lafayette, sirvió cinco años en la Cámara de Representantes de Luisiana. En su primer mandato, ella y su amiga Evelyn Blackmon de West Monroe eran dos de las cinco únicas mujeres en ambas cámaras de la legislatura. En 1988 derrotó al republicano Skip Hand para convertirse en la primera mujer en Luisiana elegida para la Comisión de Servicio Público de Luisiana, cargo que ocupó durante siete años. También fue la primera mujer presidenta de la comisión. Luego fue elegida vicegobernadora, cargo que ocupó durante ocho años.

## Gobernadora del estado de Luisiana (2004-2008)

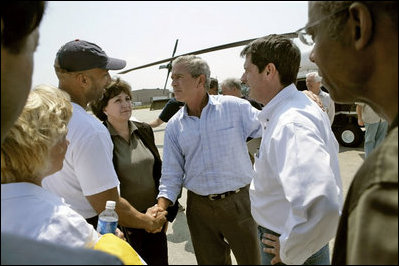
El alcalde de Nueva Orleans, Ray Nagin, Blanco, el presidente Bush y el senador David Vitter.

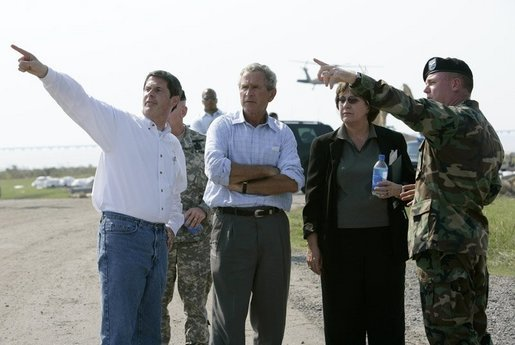
El presidente Bush recorre los daños en el municipio de Metairie donde el huracán Katrina atravesó el dique con, de izquierda a derecha, el senador estadounidense David Vitter, Blanco y el Coronel del Cuerpo de Ingenieros del Ejército, Richard Wagenaar, el viernes 2 de septiembre de 2005. Foto de la Casa Blanca por Eric Draper

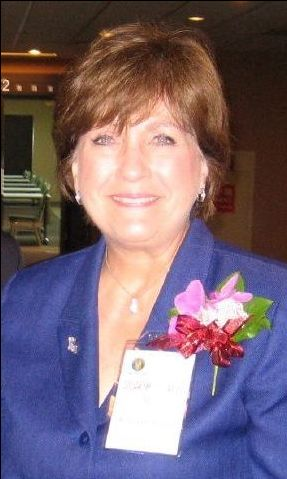
Blanco en Taipéi en una misión comercial oficial a Taiwán en 2006.

Fue elegida el 15 de noviembre de 2003, derrotando a su oponente republicano Bobby Jindal en la elección de gobernador de Luisiana de 2003, por un margen de 52 a 48 por ciento. El 12 de enero de 2004, prestó juramento en ambos idiomas, inglés y francés, sucediendo a Mike Foster. Contrató al jefe de gabinete de Foster, Andy Kopplin. Ella nombró como nuevo comisionado de administración estatal a Jerry Luke LeBlanc, quien la había sucedido en la Cámara de Representantes estatal en 1989 cuando se convirtió en comisionada de servicio público. Viajó más que su predecesor, buscando nuevas fuentes de desarrollo económico para el estado. Visitó Nueva Escocia y en diciembre de 2004 visitó Cuba para impulsar su comercio con el estado. Durante esta controvertida visita, se reunió con Fidel Castro, con quien el gobierno de Estados Unidos no tenía relaciones diplomáticas formales. En 2005, también visitó los países asiáticos de Japón, China y Taiwán.
Nombró a Donald E. Hines, un médico de familia de Bunkie en la parroquia de Avoyelles, como presidente del Senado estatal. Ocupó el cargo durante toda su administración.
CNN y Fox News informaron que el Departamento de Seguridad Nacional de Luisiana (que operaba bajo la autoridad de Blanco) se negó a permitir que la Cruz Roja Americana ingresara a Nueva Orleans. La Cruz Roja Americana confirmó que la organización no había ingresado a la ciudad para brindar ayuda, pero también afirmó que estaba brindando socorro en los centros de evacuación: «Como las personas restantes son evacuadas de Nueva Orleans, el papel más apropiado para la Cruz Roja es proporcionar un lugar seguro para que las personas se queden y velar por que se satisfagan sus necesidades de emergencia. Contamos con todo el personal y los equipos necesarios para atender a estas personas una vez que son evacuadas.»
El 14 de septiembre, después de que el presidente George W. Bush aceptó la responsabilidad de todos los problemas que ocurrieron a nivel federal, Blanco aceptó la responsabilidad de todos los problemas que ocurrieron a nivel estatal. Blanco declaró: «A nivel estatal, debemos analizar detenidamente lo que salió mal y asegurarnos de que nunca vuelva a suceder. La responsabilidad se detiene aquí, y como su gobernador, asumo toda la responsabilidad.» En 2006, un informe del Congreso declaró que «el Plan Nacional de Respuesta no proporcionó adecuadamente una forma para que los activos federales complementaran rápidamente o, si fuera necesario, reemplazaran a los primeros en responder.»
A principios de 2006, Blanco fue incluido en el Museo Político de Luisiana y en el Salón de la Fama de Winnfield.

## Fallecimiento
En diciembre de 2017, a Blanco le diagnosticaron melanoma ocular metastásico en el hígado. Un año después, en una reunión de la asociación cívica, el Consejo por una Mejor Louisiana, Blanco dijo que "no hay escapatoria" de la enfermedad, ya que había hecho metástasis por todo su cuerpo y había "hecho las paces" con su futuro. El 19 de abril de 2019, se anunció que estaba en cuidados paliativos.
Murió el 18 de agosto de 2019 en St. Joseph Hospice Carpenter House en Lafayette, Luisiana.
El gobernador John B. Edwards luego ordenó que las banderas de Luisiana permanecieran a media asta hasta el 24 de agosto de 2019, en su honor.